# AVN Awards
AVN Awards – nagrody filmowe, przyznawane corocznie twórcom pornografii przez amerykańskie czasopismo „Adult Video News”. Pierwsze rozdanie AVN Awards miało miejsce w 1984 roku.
Nagrody przyznawane są w około 100 kategoriach, a niektóre z nich mają odpowiednik w standardowych nagrodach filmowych (np. najlepszy reżyser). Pozostałe są kategoriami specyficznymi dla branży pornograficznej.
Potocznie AVN Awards nazywane są pornograficznymi Oscarami.

## Wybrani laureaci i laureatki
| Laureatki | Laureatki                                | Laureatki                                                      | Laureatki                               | Laureatki                                | Laureatki                        |
| Rok       | Best New Starlet (Najlepsza debiutantka) | Female Performer of the Year (Najlepszy żeński wykonawca roku) | Best Actress – film (Najlepsza aktorka) | Best Actress – video (Najlepsza aktorka) | Best Actress (Najlepsza aktorka) |
| --------- | ---------------------------------------- | -------------------------------------------------------------- | --------------------------------------- | ---------------------------------------- | -------------------------------- |
| 1984      | Rachel Ashley                            | –                                                              | Sharon Mitchell                         | –                                        | –                                |
| 1985      | Ginger Lynn                              | –                                                              | Pamela Mann                             | –                                        | –                                |
| 1986      | Angel                                    | –                                                              | Sheri St. Claire                        | Ginger Lynn                              | –                                |
| 1987      | Barbara Dare                             | –                                                              | Colleen Brennan                         | Nina Hartley                             | –                                |
| 1988      | Samantha Strong                          | –                                                              | Krista Lane                             | Shanna McCullough                        | –                                |
| 1989      | Aja                                      | –                                                              | Ona Zee                                 | Barbara Dare                             | –                                |
| 1990      | Victoria Paris i Tori Welles             | –                                                              | –                                       | Sharon Kane                              | –                                |
| 1991      | Jennifer Stewart                         | –                                                              | Hyapatia Lee                            | Lauren Brice                             | –                                |
| 1992      | Savannah                                 | –                                                              | Jeanna Fine                             | Ona Zee                                  | –                                |
| 1993      | Alex Jordan                              | Ashlyn Gere                                                    | Ashlyn Gere                             | Ashlyn Gere                              | –                                |
| 1994      | Shayla LaVeaux                           | Debi Diamond                                                   | Roxanne Blaze                           | Leena                                    | –                                |
| 1995      | Kylie Ireland                            | Asia Carrera                                                   | Ashlyn Gere                             | Ashlyn Gere                              | –                                |
| 1996      | Jenna Jameson                            | Kaitlyn Ashley                                                 | Jeanna Fine                             | Jenna Jameson                            | –                                |
| 1997      | Missy                                    | Missy                                                          | Melissa Hill                            | Jeanna Fine                              | –                                |
| 1998      | Johnni Black                             | Stephanie Swift                                                | Dyanna Lauren                           | Stephanie Swift                          | –                                |
| 1999      | Alisha Klass                             | Chloe                                                          | Shanna McCullough                       | Jeanna Fine                              | –                                |
| 2000      | Bridgette Kerkove                        | Inari Vachs                                                    | Chloe                                   | Serenity                                 | –                                |
| 2001      | Tera Patrick                             | Jewel De’Nyle                                                  | Taylor Hayes i Raylene                  | Serenity                                 | –                                |
| 2002      | Violetta Blue                            | Nikita Denise                                                  | Ginger Lynn                             | Sydnee Steele                            | –                                |
| 2003      | Jenna Haze                               | Aurora Snow                                                    | Taylor St. Claire                       | Devinn Lane                              | –                                |
| 2004      | Stormy Daniels                           | Ashley Blue                                                    | Savanna Samson                          | Julia Ann                                | –                                |
| 2005      | Cytherea                                 | Lauren Phoenix                                                 | Jenna Jameson                           | Jessica Drake                            | –                                |
| 2006      | McKenzie Lee                             | Audrey Hollander                                               | Savanna Samson                          | Janine Lindemulder                       | –                                |
| 2007      | Naomi                                    | Hillary Scott                                                  | Jessica Drake                           | Hillary Scott                            | –                                |
| 2008      | Bree Olson                               | Sasha Grey                                                     | Penny Flame                             | Eva Angelina                             | –                                |
| 2009      | Stoya                                    | Jenna Haze                                                     | –                                       | Jessica Drake                            | –                                |
| 2010      | Kagney Linn Karter                       | Tori Black                                                     | –                                       | –                                        | Kimberly Kane                    |
| 2011      | Gracie Glam                              | Tori Black                                                     | –                                       | –                                        | Andy San Dimas i India Summer    |
| 2012      | Brooklyn Lee                             | Bobbi Starr                                                    | –                                       | –                                        | Jessie Andrews                   |
| 2013      | Remy LaCroix                             | Asa Akira                                                      | –                                       | –                                        | Lily Carter                      |
| 2014      | Mia Malkova                              | Bonnie Rotten                                                  | –                                       | –                                        | Remy LaCroix                     |
| 2015      | Carter Cruise                            | Anikka Albrite                                                 | –                                       | –                                        | Carter Cruise                    |
| 2016      | Abella Danger                            | Riley Reid                                                     | –                                       | –                                        | Penny Pax                        |
| 2017      | Holly Hendrix                            | Adriana Chechik                                                | –                                       | –                                        | Kleio Valentien                  |
| 2018      | Jill Kassidy                             | Angela White                                                   | –                                       | –                                        | Sara Luvv                        |
| 2019      | Ivy Wolfe                                | Angela White                                                   | –                                       | –                                        | Eliza Jane                       |
| 2020      | Gianna Dior                              | Angela White                                                   | –                                       | –                                        | Ivy Wolfe                        |
| 2021      | Scarlit Scandal                          | Emily Willis                                                   | –                                       | –                                        | Angela White                     |
| 2022      | Blake Blossom                            | Gianna Dior                                                    | –                                       | –                                        | Lacy Lennon                      |
| 2023      | Charly Summer                            | Kira Noir                                                      | –                                       | –                                        | Blake Blossom                    |
| 2024      | Chanel Camryn                            | Vanna Bardot                                                   | –                                       | –                                        | Maitland Ward                    |
| 2025      | Gal Ritchie                              | Anna Claire Clouds                                             | –                                       | –                                        | Chanel Camryn                    |

| Laureaci | Laureaci                                 | Laureaci                                                    | Laureaci                            | Laureaci                             | Laureaci                     |
| Rok      | Best Male Newcomer (Najlepszy debiutant) | Male Performer of the Year (Najlepszy męski wykonawca roku) | Best Actor – film (Najlepszy aktor) | Best Actor – video (Najlepszy aktor) | Best Actor (Najlepszy aktor) |
| -------- | ---------------------------------------- | ----------------------------------------------------------- | ----------------------------------- | ------------------------------------ | ---------------------------- |
| 1984     | –                                        | –                                                           | Richard Pacheco                     | –                                    | –                            |
| 1985     | –                                        | –                                                           | Eric Edwards                        | –                                    | –                            |
| 1986     | –                                        | –                                                           | Harry Reems                         | Eric Edwards                         | –                            |
| 1987     | –                                        | –                                                           | Mike Horner                         | Buck Adams                           | –                            |
| 1988     | –                                        | –                                                           | John Leslie                         | Robert Bullock                       | –                            |
| 1989     | –                                        | –                                                           | Robert Bullock                      | Jon Martin                           | –                            |
| 1990     | –                                        | –                                                           | –                                   | Jon Martin                           | –                            |
| 1991     | –                                        | –                                                           | Randy Spears                        | Eric Edwards                         | –                            |
| 1992     | –                                        | –                                                           | Buck Adams                          | Tom Byron                            | –                            |
| 1993     | –                                        | Rocco Siffredi                                              | Mike Horner                         | Joey Silvera                         | –                            |
| 1994     | –                                        | Jonathan Morgan                                             | Mike Horner                         | Joey Silvera                         | –                            |
| 1995     | –                                        | Jon Dough                                                   | Buck Adams                          | Steven St. Croix                     | –                            |
| 1996     | –                                        | Rocco Siffredi                                              | Mike Horner                         | Jon Dough                            | –                            |
| 1997     | –                                        | T.T. Boy                                                    | Jamie Gillis                        | Jon Dough                            | –                            |
| 1998     | –                                        | Tom Byron                                                   | Steven St. Croix                    | Tom Byron                            | –                            |
| 1999     | –                                        | Tom Byron                                                   | James Bonn                          | Michael J. Cox                       | –                            |
| 2000     | –                                        | Lexington Steele                                            | James Bonn                          | Randy Spears                         | –                            |
| 2001     | –                                        | Evan Stone                                                  | Evan Stone                          | Joel Lawrence                        | –                            |
| 2002     | –                                        | Evan Stone                                                  | Anthony Crane                       | Mike Horner                          | –                            |
| 2003     | Nick Manning                             | Lexington Steele                                            | Brad Armstrong                      | Mike Horner                          | –                            |
| 2004     | Ben English                              | Michael Stefano                                             | Randy Spears                        | Evan Stone                           | –                            |
| 2005     | Tommy Gunn                               | Manuel Ferrara                                              | Justin Sterling                     | Barrett Blade                        | –                            |
| 2006     | Scott Nails                              | Manuel Ferrara                                              | Randy Spears                        | Evan Stone                           | –                            |
| 2007     | Tommy Pistol                             | Tommy Gunn                                                  | Randy Spears                        | Evan Stone                           | –                            |
| 2008     | Alan Stafford                            | Evan Stone                                                  | Tom Byron                           | Brad Armstrong                       | –                            |
| 2009     | Anthony Rosano                           | James Deen                                                  | –                                   | Evan Stone                           | –                            |
| 2010     | –                                        | Manuel Ferrara                                              | –                                   | –                                    | Eric Swiss                   |
| 2011     | –                                        | Evan Stone                                                  | –                                   | –                                    | Tom Byron                    |
| 2012     | Xander Corvus                            | Manuel Ferrara                                              | –                                   | –                                    | Dale DaBone                  |
| 2013     | –                                        | James Deen                                                  | –                                   | –                                    | Steven St. Croix             |
| 2014     | –                                        | Manuel Ferrara                                              | –                                   | –                                    | Tommy Pistol                 |
| 2015     | –                                        | Mick Blue                                                   | –                                   | –                                    | Steven St. Croix             |
| 2016     | –                                        | Mick Blue                                                   | –                                   | –                                    | Tommy Pistol                 |
| 2017     | Ricky Johnson                            | Mick Blue                                                   | –                                   | –                                    | Xander Corvus                |
| 2018     | Juan Loco                                | Markus Dupree                                               | –                                   | –                                    | Tommy Pistol                 |
| 2019     | Jason Luv                                | Manuel Ferrara                                              | –                                   | –                                    | Seth Gamble                  |
| 2020     | Will Pounder                             | Small Hands                                                 | –                                   | –                                    | Tommy Pistol                 |
| 2021     | Alex                                     | Small Hands                                                 | –                                   | –                                    | Tommy Pistol                 |
| 2022     | Anton Harden                             | Tommy Pistol                                                | –                                   | –                                    | Tommy Pistol                 |
| 2023     | Lucky Fate                               | Seth Gamble                                                 | –                                   | –                                    | Tommy Pistol                 |
| 2024     | Hollywood Cash                           | Isiah Maxwell                                               | –                                   | –                                    | Tommy Pistol                 |
| 2025     | Chocolate God                            | Vince Karter                                                | –                                   | –                                    | Seth Gamble                  |